# 長門勝山バスストップ
長門勝山バスストップ（ながとかつやまバスストップ）は、山口県下関市秋根東町の中国自動車道上にあるバス停。2019年（令和元年）現在ではこのバス停に停車する高速バスは存在せず、西日本高速道路（NEXCO西日本）の管理用施設に転用されている。

## 周辺
- 新下関駅
- 下関市役所勝山支所
- 勝山地区（下関市役所支所設置条例で示された下関市役所勝山支所の所管する区域）については、新下関を参照。

## 隣
E2A 中国自動車道
(BS)小月BS - (36)小月IC - (PA)王司PA - (BS)長門勝山BS（休止中） - (37)下関IC